# Noelia Vera
Noelia Vera Ruiz-Herrera, née le 27 octobre 1985, est une journaliste et femme politique espagnole membre de Podemos.
Elle est élue députée de la circonscription de Cadix à l'occasion des élections générales de décembre 2015.

## Biographie

### Études de journalisme
Bien que née à Cadix, elle grandit à El Puerto de Santa María. Elle réalise ses études à Madrid ; d'abord à l'université complutense où elle obtient une licence en journalisme puis obtient son master à l'Université Roi Juan Carlos.
Elle commence sa carrière professionnelle en 2007 avec CNN+ et Cuatro en tant que responsable du contenu internet. Dans les mois qui suivent, elle collabore avec le Diario de Cádiz, un journal publié depuis 1867 dans la province de Cadix. En 2008, elle intègre la section de la Culture au sein des services d'information de Telemadrid et l'année suivante, elle est correspondante à Buenos Aires pour l'agence EFE.
Après avoir travaillé dans la communication numérique du réseau andalou Guadalinfo en 2011, elle prend la direction d'Agora News en Amérique latine. En 2013, elle occupe les fonctions de cheffe de presse de la cinémathèque et d'autres entités municipales de la ville de Bogotá en Colombie. Entre 2013 et 2014, elle collabore avec eldiario.es dans le domaine des droits de l'homme et du journalisme en animant un blog. En février 2014, elle devient responsable de la rédaction et présentatrice de La Tuerka, une émission amateur d'interviews et de débats où elle fait connaissance avec les futurs principaux fondateurs de Podemos Pablo Iglesias et Juan Carlos Monedero.

### Députée au Congrès
Après avoir obtenu le plus grand nombre de votes lors du processus de désignation interne, elle est investie candidate et tête de liste dans la circonscription de Cadix en vue des élections générales de décembre 2015. Elle indique alors ressentir une « responsabilité énorme » et que les élections municipales qui ont vu la victoire de José María González à Cadix lui donnent l'« espérance que gagner est possible ». Sa liste recueille 130 734 voix, 20,22 % des suffrages exprimés et deux des neuf sièges à pourvoir qui permettent son élection ainsi que celle de Juan Antonio Delgado Ramos. Elle est alors membre de la commission de l'Égalité et de la commission de la Coopération internationale pour le développement.
De nouveau investie à l'occasion des élections anticipées de juin 2016, elle parvient à maintenir son score et les deux sièges de députés. De retour au palais des Cortes, elle troque la commission de l'Égalité pour celle du Contrôle parlementaire de RTVE et intègre la députation permanente en tant que membre suppléante.

### Engagement avec Sumar
En décembre 2023, elle revient sur le devant de la scène politique après avoir été recrutée comme directrice de la communication de la seconde vice-présidence du gouvernement et du ministère du Travail de Yolanda Díaz.